# Enzo Leopold
Enzo Leopold (Zell am Harmersbach, 23 luglio 2000) è un calciatore tedesco, centrocampista dell'Hannover 96.

## Carriera
Leopold ha iniziato la sua carriera nel Friburgo dove ha giocato con la squadra riserve dal 2019 al 2022 in Regionalliga e 3. Liga. Il 10 maggio 2022 è stato acquistato dall'Hannover 96 con cui ha firmato un contratto biennale. Ha debuttato in 2. Bundesliga il 23 luglio nell'incontro pareggiato 2-2 contro il St. Pauli.

## Statistiche

### Presenze e reti nei club
Statistiche aggiornate al 3 febbraio 2024.
| Stagione        | Squadra         | Campionato      | Campionato | Campionato | Coppe nazionali | Coppe nazionali | Coppe nazionali | Coppe continentali | Coppe continentali | Coppe continentali | Altre coppe | Altre coppe | Altre coppe | Totale | Totale | Totale |
| Stagione        | Squadra         | Comp            | Pres       | Reti       | Comp            | Pres            | Reti            | Comp               | Pres               | Reti               | Comp        | Pres        | Reti        | Pres   | Reti   |        |
| --------------- | --------------- | --------------- | ---------- | ---------- | --------------- | --------------- | --------------- | ------------------ | ------------------ | ------------------ | ----------- | ----------- | ----------- | ------ | ------ | ------ |
| 2019-2020       | Friburgo II     | RL              | 1          | 0          |                 | -               | -               |                    | -                  | -                  |             | -           | -           | 1      | 0      |        |
| 2020-2021       | Friburgo II     | RL              | 18         | 0          |                 | -               | -               |                    | -                  | -                  |             | -           | -           | 18     | 0      |        |
| 2021-2022       | Friburgo II     | 3L              | 24         | 3          |                 | -               | -               |                    | -                  | -                  |             | -           | -           | 24     | 3      |        |
| 2022-2023       | Hannover 96     | 2L              | 21         | 0          | CG              | 2               | 0               |                    | -                  | -                  |             | -           | -           | 23     | 0      |        |
| 2023-2024       | Hannover 96     | 2L              | 17         | 2          | CG              | 0               | 0               |                    | -                  | -                  |             | -           | -           | 17     | 2      |        |
| Totale carriera | Totale carriera | Totale carriera | 81         | 5          |                 | 2               | 0               |                    | -                  | -                  |             | -           | -           | 83     | 5      |        |

## Palmarès

### Club

#### Competizioni nazionali
- Fußball-Regionalliga: 1

Friburgo II: 2020-2021